# Esaias Waldenström
Esaias Waldenström, född 22 januari 1874 i Uppsala församling, död 19 juni 1964 i Danderyds församling i Stockholms län, var en svensk jurist och ämbetsman.
Waldenström blev efter akademiska studier juris utriusque kandidat vid Uppsala universitet 1901. Han var notarie i Jämtlands läns västra domsaga 1901–1904, amanuens i järnvägsstyrelsen 1906–1908, notarie i bevillningsutskottet 1907, sekreterare i kammarrätten 1909 och kammarrättsråd 1912–1941. Han var redaktör för kammarrättens årsbok 1926–1941, författade referat av fattigvårdsmål och var kommendör av Nordstjärneorden (KNO).
Esaias Waldenström var son till P.P. Waldenström och Mathilda Hallgren samt bror till Martin Waldenström. Han gifte sig 1912 med Julia Hultman (1885–1974) och fick barnen Ingrid (1912–1974), Paul (1913–2004, far till Hans Waldenström), Sigurd (1915–1992), Karin (1916–2008), Erik (1918–2000) och Anders (1919–1986). Esaias Waldenström är begraven på Lidingö kyrkogård.